# Catedral de Ratisbona

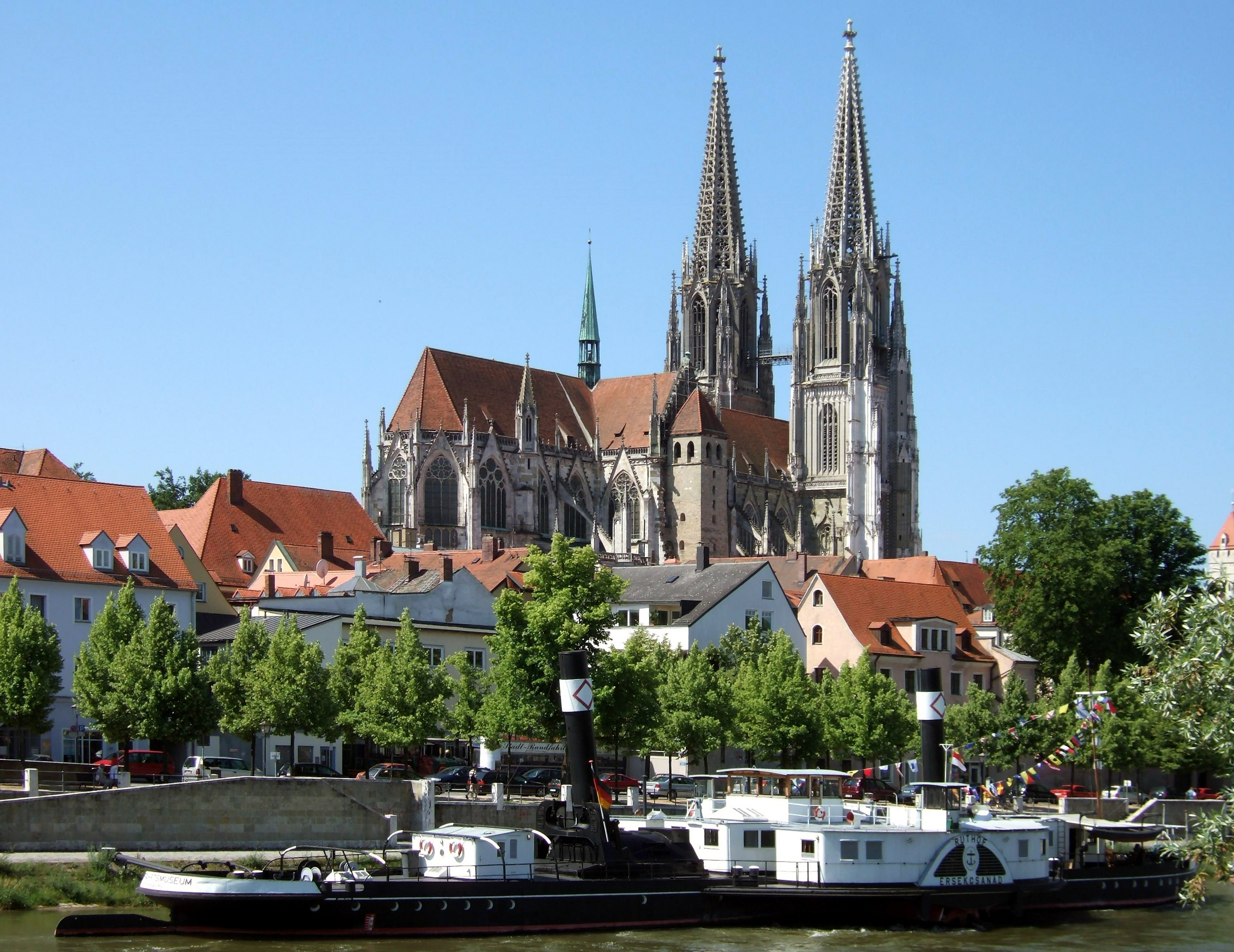
A Catedral de Ratisbona vista do rio Danúbio.

A Catedral de Ratisbona ou Catedral de São Pedro (em alemão: Dom St. Peter ou Regensburger Dom) é a mais importante igreja da cidade de Ratisbona (Regensburg) e sede da Diocese de Ratisbona.
Dedicada a São Pedro, a igreja é um exemplo importante de arquitetura gótica do sul da Alemanha. 

## História
A origem do bispado de Ratisbona data do século VIII, quando São Bonifácio escolheu a área próxima à antiga Porta Praetoria da cidade romana como sede da diocese. Vários edifícios que serviram de catedral foram erguidos neste local até 1260, quando começou a construção da atual igreja em estilo gótico. Em 1320 foram terminadas as três capelas do lado leste e a igreja foi aberta ao culto, ainda inacabada. Em 1385-1415 o elaborado portal principal foi terminado. Dos séculos XIII e XIV datam vários vitrais nas janelas da igreja, de grande valor artístico. Alguns são de 1230-40 e outros de 1320-70. Outros vitrais são modernos e foram instalados em restauros recentes.

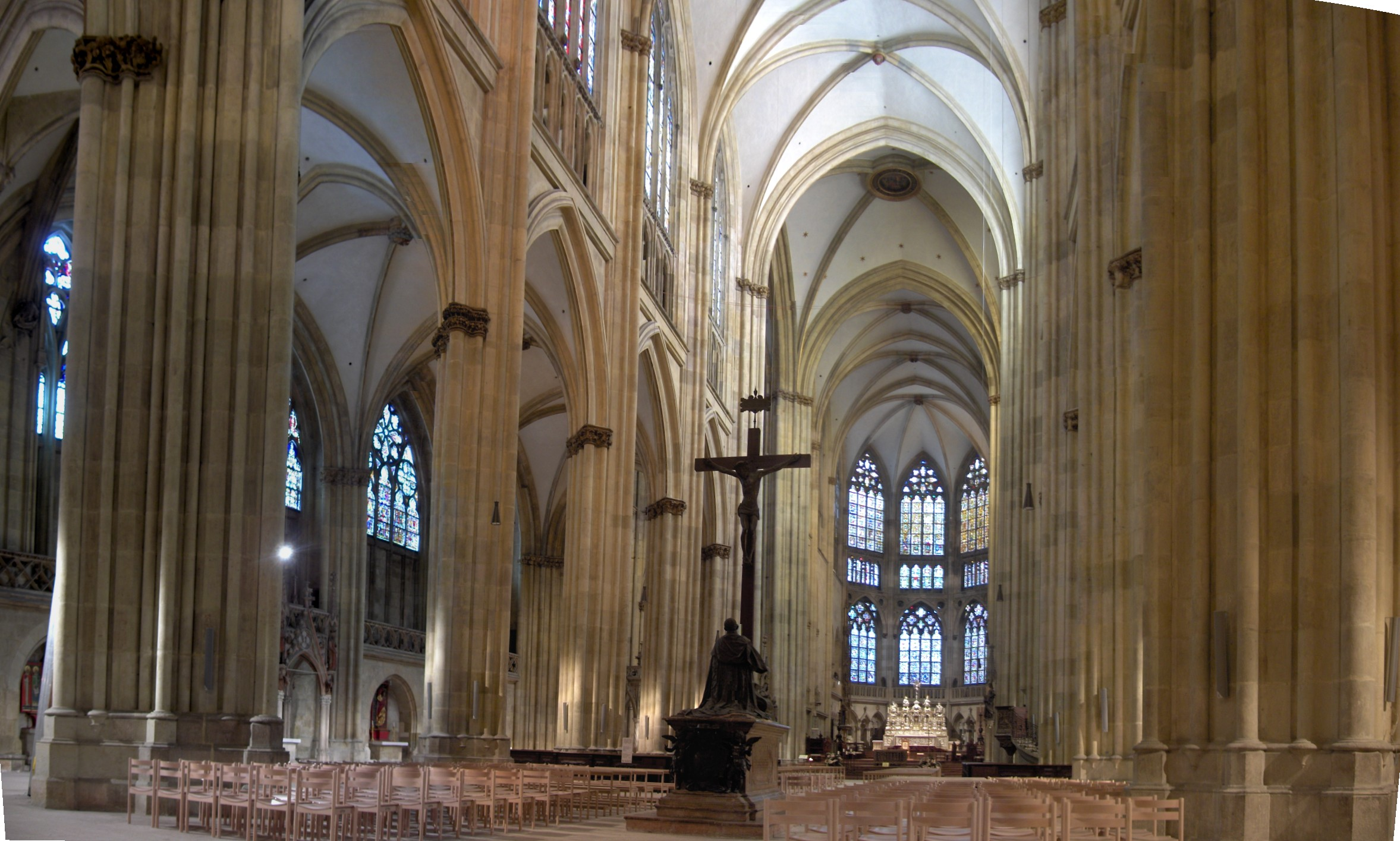
Interior da Catedral.

Também da época gótica datam vários elementos artísticos do interior, como altares e o púlpito, este último datado de 1482. Em cada uma das colunas do cruzeiro há uma grande estátua de pedra, com imagens de Maria e de um "Anjo que ri" (datadas de 1280 e atribuídas ao mestre de Erminold) e dos apóstolos Pedro (c. 1320) e Paulo (1370-80).
Um novo claustro foi erguido entre 1514 e 1538. Já na época barroca, e durante quase 100 anos, entre 1695 e 1785, foi realizado o altar principal em prata, por artistas de Augsburgo. Também no século XVII a torre sobre o cruzeiro foi reformada no novo estilo, mas esta foi suprimida numa reforma neogótica realizada entre 1828 e 1841 ordenada por Luís I da Baviera. Entre 1859 e 1869 foram terminados os pisos superiores das torres da fachada principal com seus pináculos, dando por terminados os trabalhos de construção da igreja, 600 anos depois de iniciados.

## Características
A Catedral de Ratisbona é um edifício de três naves com transepto pouco pronunciado. Cada nave termina no lado oriental em uma capela. A nave central é mais alta que as laterais e é iluminada por um clerestório (série de altos janelões). Todo o interior é coberto por abóbadas de cruzaria de ogivas.
- altura (nave): 32 m
- altura (torres sineiras): 105 m
- comprimento total (interior): 86 m
- largura (dentro): 34 m

## Coro
A Catedral de Ratisbona é sede de um famoso coro de meninos jovens - o Regensburger Domspatzen - mundialmente conhecido. Sua história recua ao ano de 975, quando o bispo Wolfgang de Ratisbona criou a escola catedralícia que, entre outras coisas, cultivava a arte do canto.  

## Links
- Visita virtual (Regensburg entdecken) (em alemão)